# ФК Янтра 1919 (Габрово)
Датата е 21 септември 1919 г. на Колодрума в Габрово единайсет момчета ще запишат завинаги имената си в историята на организирания футбол в града. Предстои първият мач на Футболно дружество „Град Габрово“, в чието основаване същото лято повечето от тях имат ключова роля. Учредители на дружеството са Христо Бобчев, донесъл в града първите три купешки топки от Швейцария, завърналите се от Германия Симеон Костов и Иван Нанев, братята му Наню и Георги Наневи, д-р Денчо Недялков, Коста Тепавичаров, Никола Вълнаров, Ненчо Димитров, Христофор Негенцов, Христофор Стомоняков, Христо Карафезов, Димитър Попов и Сава Михайлов.
В началото на 1920 г. клубът преминава към гимнастическо дружесво Юнак, но бързо се отделя под името Спортен клуб Балкан, а няколко месеца по-късно се прекръства на „Ото“, по прякора на своя футболист Спиридон Недевски – Ото. От 15 март 1925 г., по предложение на кмета на Габрово Илия Кожухаров, клубът приема името на видния революционер Продан Тишков – Чардафон. Габровци укрепват като клуб, а паметна остава победата с 3:2 над шампиона АС 23 в приятелски мач през 1932-ра. На 11 декември същата година пък се ражда „бъдещият брат“ СК Орловец.
Любопитно е да се отбележи, че през 1947-ма Габрово дава и първия професионален футболен клуб в България – Бъдъщност, в който индустриалецът Илю Илев привлича най-силните играчи от обединилия се градски тим – Априлов. Следват реорганизации в родния спорт и нови наименования – ДСО Динамо (Гб) и Червено знаме от 1950-та, единният Балкан (Гб) от 1956-та, в който дебюта си прави юношата Иван Вуцов, ново разделение през 1962-ра на Чардафон и Орловец.
Но на принципа „Съединението прави силата“, сливането им в Чардафон-Орловец през 1964 г. води до най-големия успех за футболно Габрово дотогава. Драматичен триумф в Северната Б група през 1970-та, дошъл в последния кръг след 2:0 над Добруджа у дома и грешка на варненския ЖСК-Спартак в Ловеч срещу Кърпачев (1:1). За еуфорията на стадион „Христо Ботев“, за това как Стаматов, Христов, Топузов, братята Харалампиеви и треньорът Манол Николов са носени на ръце и за това как поп Богомил бие камбаната на църквата „Свети Йоан Предтеча“ още се носят легенди.
„Чао“, както е наричан тимът от своите фенове, дебютира в А РФГ с 3:2 над ЖСК-Славия насред София, а в края на сезона заема рекордното и до днес 8-о място в елита. Следващият сезон обаче ЧАО изпада, след като от БФФ му отнема 6 точки заради обвинение от Берое за опит да подкупи старозагорски играчи при 3:1 под Аязмото. Едногодишното изгнание в Б група е последвано от мигновено завръщане в първия ешелон, вече под името Янтра, където бяло-зелените остават два сезона. Надали някой очаква, че скандалът с Берое ще се повтори 21 години по-късно. Янтра лъкатуши в Б група през 70-те и 80-те, срива се за две години дори до Северозападната В група, въпреки усилията на Веско Ганчев, Пламен Илиев, Красимир Ибришимов и Георги Дерменджиев.
Клубът връща старото си име Чардафон, начело застава Пламен Марков, а в Габрово блестят имена като Здравко Лазаров, Мартин Станков, Владимир Манчев, Бойко Величков. Постепенно тимът лъкатуши между Б и В група, като между 1999-та и 2008-ма на четири пъти изпада при аматьорите и оттогава не познава вкуса на професионалния футбол. Купата на Аматьорската лига от 2002 г., завоювана с треньор Велислав Вуцов на ст. „Славия“ след 2:0 над Родопа Смолян, пък остава единственият трофей във витрината на габровци.
В 100-годишната си история габровският футбол е създал плеяда известни играчи, като множество от тях са обличали фланелката и на различните национални гарнитури. Тодор Тодоров през 1974-та става европейски шампион за юноши с отбора на България. В националния отбор на страната пък са играли Васил Попов, Игнат Игнатов, Михаил Янков, Иван Вуцов и Васил Тачев. Последните габровски попълнения в представителния тим са  Мартин Райнов, Станислав Иванов и брат му Ивайло Иванов.
Участва в първенството на Втора лига. Играе мачовете си на стадион „Христо Ботев“ с капацитет 14 000 зрители.
Ръководство:
- Таня Христова – председател на УС
- Тодор Киселичков – старши треньор;
- Николай Василев– треньор;
- Илиян Василев – треньор;
- Искрен Писаров– треньор.

Най-голям успех: Осмо място в А РФГ сезон 1970-1971 година.
Известни футболисти:
- Даниел Гаджев – сега във ФК Янтра (Габрово);
- Искрен Писаров – сега треньор в ОФК Янтра Габрово;
- Петър Казаков – сега във ФК Янтра (Габрово).